# Eveline Krummen
Eveline Krummen (* 10. März 1956 in Bern) ist eine Schweizer Klassische Philologin.
Eveline Krummen absolvierte die Matura Typus A. Sie begann ein Studium der Klassischen Philologie, Germanistik und Musik an der Universität Bern und am Konservatorium Bern, wechselte dann aber an die Universität Zürich, wo sie mit dem Lizenziat in den Fächern Klassische Philologie und Klassische Archäologie abschloss.
Von 1983 bis 1987 war sie als Assistentin am Institut für Klassische Philologie der Universität Zürich tätig. 1987 wurde sie dort bei Walter Burkert mit der Dissertation Pyrsos Hymnon. Festliche Gegenwart und mythisch-rituelle Tradition als Voraussetzung einer Pindarinterpretation (Isthmie 4, Pythie 5, Olympie 1 und 3) promoviert. Es folgten Studienaufenthalte in Cambridge und Tübingen. In Zürich wurde sie 1997 mit einer unpublizierten Schrift zu den Vermittlungsbedingungen der frühgriechischen Dichtung und zur antiken Literaturgeschichtsschreibung habilitiert. Sie war an den Universitäten Zürich und Bern als Privatdozentin tätig; daneben übernahm sie mehrfach Lehrstuhlvertretungen von Glenn W. Most an der Universität Heidelberg. Seit dem 1. Oktober 1999 wirkte sie als ordentliche Universitätsprofessorin für Klassische Philologie an der Universität Graz.

## Schriften
- Pyrsos Hymnon. Festliche Gegenwart und mythisch-rituelle Tradition als Voraussetzung einer Pindarinterpretation (Isthmie 4, Pythie 5, Olympie 1 und 3). De Gruyter, Berlin u. a. 1990, ISBN 3-11-012231-6 (Untersuchungen zur antiken Literatur und Geschichte. Bd. 35).